# Caux

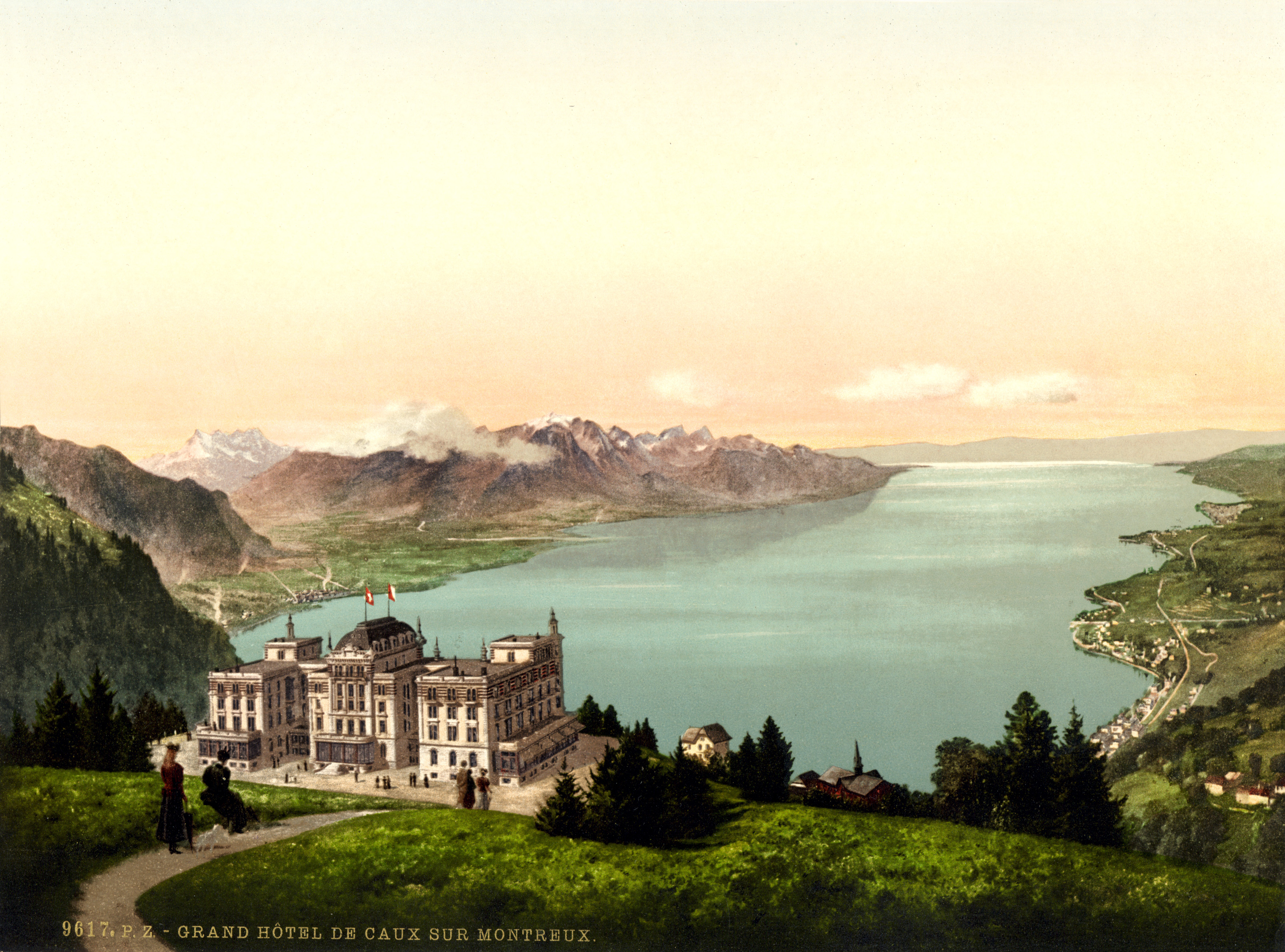
Hotelul Caux-Palace

Caux este o mică stațiune în cantonul Vaud, în Elveția, foarte aproape de frontiera cu Franța.
Este situată în Alpi, la o altitudine de 1054 metri, pe malul lacului Geneva.
Este vestită prin hotelul Caux-Palace, construit în 1902, la vremea aceea fiind cel mai luxos hotel din Elveția.